# Nicônio de Moscou
Nicônio (em russo:  Ни́кон, transl. Níkon; russo antigo: Нїконъ; nascido Nikita Minin, em russo:  Никита Минин; Vila de Veldemanovo, Nijni Novgorod, Czarado da Rússia, 7 de Maio de 1605 –  Tropinskaia Sloboda, Yaroslavl, Czarado da Rússia, 17 de agosto de 1681, de acordo com o calendário juliano) foi o sétimo Patriarca de Moscou de Todas as Rússias da Igreja Ortodoxa Russa, servindo oficialmente entre 1652 e 1666. Ele era reconhecido pela sua eloquência, energia, piedade e proximidade ao Czar Aleixo I. Nicônio introduziu muitas reformas que eventualmente levaram a um cisma duradouro que ficou conhecido como Raskol. Por muitos anos ele foi um personagem político dominante, geralmente em equivalência ou superioridade ao próprio Czar. Suas reformas litúrgicas eram impopulares entre os conservadores. Em dezembro de 1666, Nicônio foi julgado por um Sínodo de oficiais eclesiásticos, privado de todas as suas funções sacerdotais e reduzido ao status de um simples monge. 

## Início da vida
Filho de um camponês russo chamado Mina, ele nasceu em 7 de maio de 1605 na vila de Valmanovo, 90 versts (96 km) de Nijni Novgorod. Sua mãe faleceu pouco após o seu nascimento, e o seu pai se casou novamente. Ele era maltratado por sua madrasta. Ele aprendeu a ler e escreveu com o pároco local. Aos 12 anos ele fugiu de casa para o Mosteiro Makariev, onde ele permaneceu até 1624 como noviço.
Então ele retornou para casa devido à insistência de seus pais, se casou e se tornou um pároco numa vila próxima.
Sua eloquência atraiu a atenção de alguns mercadores de Moscou que iam para a região por causa da famosa feira realizada nos jardins do Mosteiro de Makariev. Pelos seus esforços ele foi convidado a servir como padre em uma paróquia populosa da capital.
Ele serviu lá por dez anos. Enquanto isso, em 1635, seus três filhos pequenos morreram. Ele viu isso como um sinal de providência e decidiu tornar-se monge. Primeiro ele persuadiu a sua esposa a também seguir o monasticismo e então retirou-se para um eremitério desolado na ilha de Anzerski, no Mar Branco. Ao se tornar um monge ele adotou o nome de Nicônio.
Em 1639, ele teve uma discussão com o seu superior e fugiu do mosteiro de barco; uma tempestade começou e seu barco encalhou na Ilha de Kiy, onde ele iria posteriormente estabeleceria um grande mosteiro. Ele eventualmente alcançou o Mosteiro Kozheozerski, na diocese de Novogárdia, na qual se tornou abade em 1643.

## Encontro com o Czar
Em sua capacidade oficial, ele visitou Moscou em 1646 e prestou homenagens ao jovem Czar Aleixo I, como era o costume da época. Aleixo, que era muito piedoso, se impressionou com Nicônio e o apontou como arquimandrita do importante Mosteiro Novospasski, em Moscou. Este monastério era especialmente associado com a Dinastia Romanov.

## Zelotes da Piedade
Enquanto servia no Mosteiro Novospasski, Nicônio se tornou um membro do círculo de Zelotes da Piedade. Este era um grupo formado por eclesiásticos e seculares que começou no final dos anos 1630, se reunindo ao redor de Stefan Vonifatiyev, o confessor do czar Aleixo.
No raiar do Tempo de Dificuldades, os membros acreditavam que os problemas de seu tempo era uma manifestação de um Deus irado, furioso com a falta de religiosidade do povo russo. O grupo chamava por um reavivamento da fé ortodoxa russa, e uma renovação da piedade religiosa das massas. Este grupo incluía Fiodor Rtishchev, abade Ivan Neronov da Catedral de Cazã, protopapa Avvakum, e outros.
Em 1649, Nicônio se tornou metropolita de Novogárdia Magna. A ele foram dados privilégios especiais. Durante a sua tonsura, um protesto começou na cidade, e Nicônio foi severamente espancado. Não obstante, ele conseguiu resolver a questão pacificamente, liderando uma procissão religiosa contra os manifestantes.

## Eleição como patriarca (1652)
Em 1º de agosto de 1652 foi eleito Patriarca de Moscou. Nicônio sabia que ele era muito impopular com a nobreza e rejeitou a oferta várias vezes.
Foi apenas com extrema dificuldade que Nicônio pôde ser persuadido a se tornar o Patriarca da Igreja Russa. Ele cedeu quando o próprio Czar e os boiardos caíram de joelhos, implorando-o para aceitar. Ele só se submeteu depois de impor a toda a assembleia um juramento solene de obediência a ele em tudo o que diz respeito aos dogmas, cânones e observâncias da Igreja Ortodoxa.

## Reformas niconianas

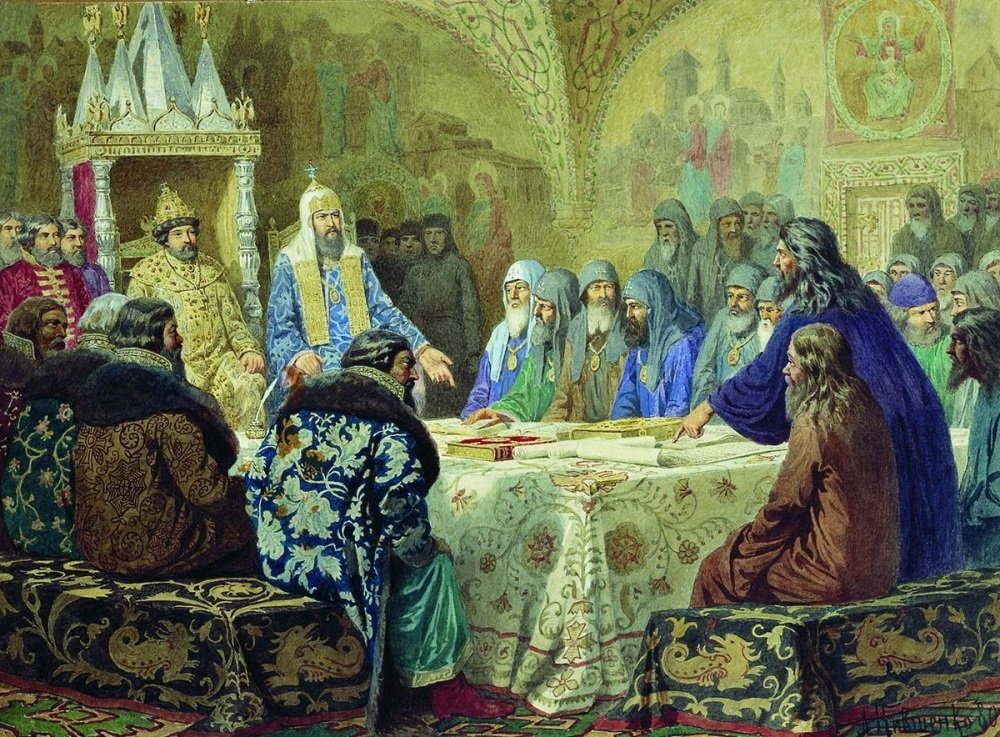
Aleksey Kivshenko. Patriarca Nicônio e Epifânio Slavinetsky revisando livros de ofício.

Quando Nicônio foi nomeado, a reforma eclesiástica já estava no ar. Uma quantia de dignitários eclesiásticos, conhecidos como a facção dos protopapas, tinha aceitado a responsabilidade de revisar os livros de ofícios da Igreja inaugurados pelo antigo patriarca Joasafo I, e outras menores retificações de certas observâncias antigas. Mas eles eram muito tímidos para tentarem algo realmente eficaz.
Nicônio lançou reformas ousadas. Ele consultou os mais letrados dos abades gregos no exterior, os convidou para Moscou, e finalmente os eruditos de Constantinopla e Kiev o convenceram que os livros de ofício moscovitas eram heterodoxos, e que os ícones em uso tinham se afastado profundamente dos antigos modelos constantinopolitanos, estando em sua maior parte impregnados com influências barrocas franca e polonesa (ocidentais).
Nicônio criticou pesadamente o uso de tais ícones modernos; ele ordenou que fosse feita uma busca de casa em casa. Seus soldados e servos eram encarregados primeiramente de arrancar os olhos destes simulacros heréticos e então carregá-los pela cidade em escárnio. Ele também emitiu um ukaz ameaçando com as penalidades mais severas todos os que ousassem escrever ou usar tais ícones no futuro.
Pesquisas posteriores [carece de fontes?] foram feitas para determinar que os livros de ofício moscovitas pertenciam a uma recensão diferente daquela usada pelos gregos na época de Nicônio, e os livros não revisados moscovitas eram na verdade mais antigos e mais veneráveis que os livros gregos, que sofreram várias revisões ao longo dos séculos, eram mais novos e continham inovações.
Em 1654, Nicônio convocou um sínodo para reexaminar os livros de ofício revisados pelo Patriarca Joasafo I, e a maioria do Sínodo decidiu que "os gregos deveriam ser seguidos ao invés de nossos próprios anciãos." Um segundo concílio, realizado em Moscou dois anos depois, sancionou a revisão dos livros de ofício como sugerido pelo primeiro concílio, e anatematizou a minoria dissidente, que incluía a facção dos protopapas e Paulo, bispo de Kolomna. Os reformas coincidiram com uma grande praga em 1654.
Pesadamente sobrecarregado com a mais plena autoridade ecumênica, a equipe patriarcal de Nicônio desceu com força esmagadora sobre aqueles de quem ele discordava.
A construção de igrejas com telhados similares a tendas (como a Catedral de São Basílio) foi estritamente proibida, e muitas igrejas não-canônicas foram demolidas para dar lugar a novas, projetadas no "antigo estilo bizantino". Essa crueldade explica o ódio insaciável que os velhos crentes, como eles estavam começando a serem chamados, desde então tiveram sobre Nicônio e todas os seus feitos.

## Programa de construções
Ele enriqueceu os numerosos e esplêndidos mosteiros que construiu com valiosas bibliotecas. Seus emissários vasculharam a Moscóvia e o Oriente em busca de preciosos manuscritos gregos e eslavos, sagrados e profanos.
Entre os grandes monastérios que ele fundou estão o Mosteiro de Valday Iversky, o Mosteiro de Nova Jerusalém e o Mosteiro da Ilha Kiy.

## Poder político

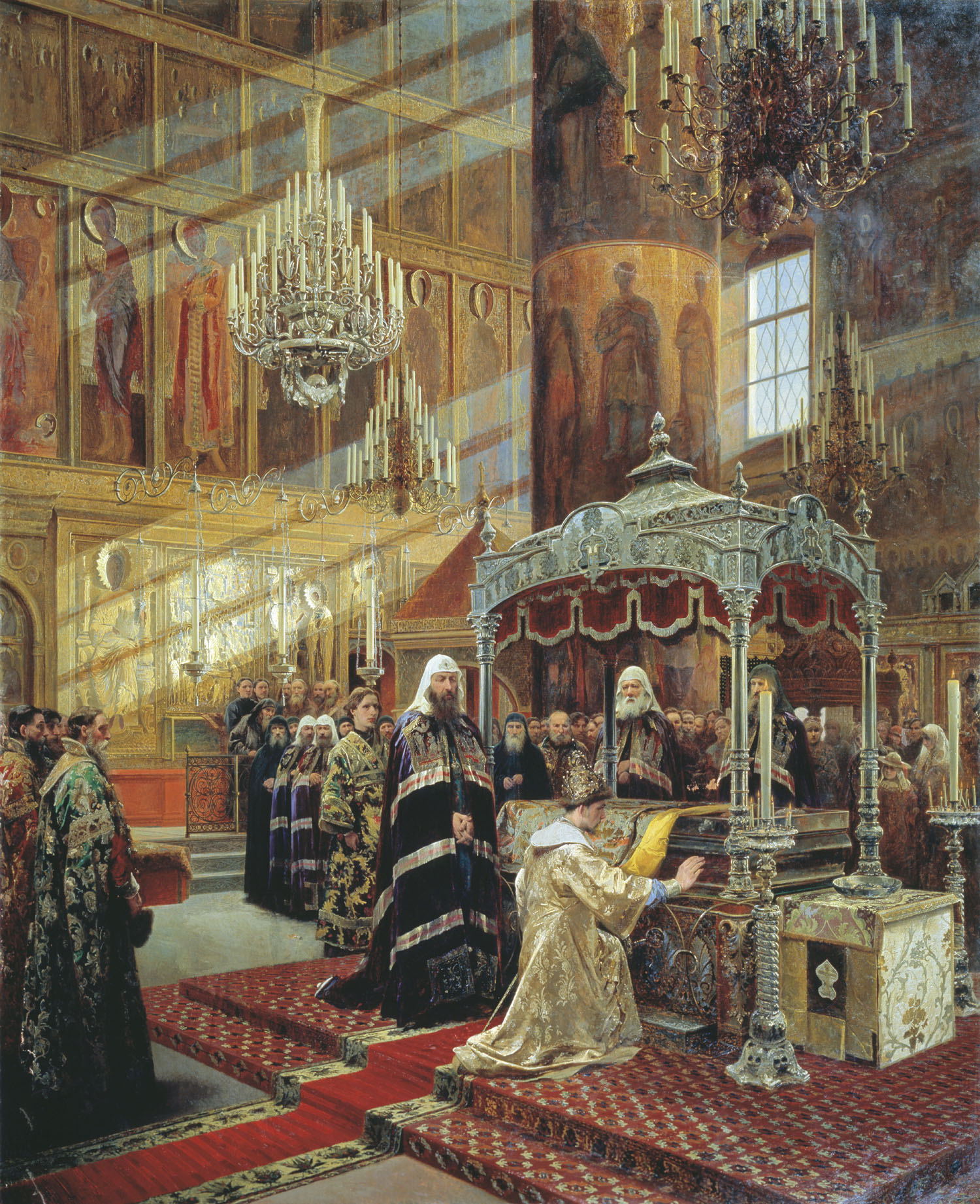
Nicônio canonizou o Metropolita Filipe II e transferiu as suas relíquias para o Kremlin como uma lembrança aos czares sobre os crimes que eles cometeram contra a Igreja (pintura por Alexander Litovchenko).

Entre 1652 e 1658, Nicônio era mais colega do czar do que seu ministro. Tanto em documentos públicos quanto em cartas particulares ele era permitido usa o título de soberano. Este foi o caso principalmente durante as guerras com a República das Duas Nações entre 1654 e 1657, quando o czar estava longe de Moscou com os seus exércitos. Em 1654, enquanto começava a sua grande campanha militar, o czar deixou Nicônio na capital como o governante chefe, o que criou uma considerável indignação entre os boiardos do alto escalão.
Nicônio tomou como sua missão remover a Igreja da autoridade secular, e permanentemente separar a Igreja do Estado. Ele acreditava que a Igreja e o Estado deveriam operar em harmonia, enquanto permaneciam separados um do outro. Ele também procurou organizar a Igreja com uma hierarquia similar à do Estado – com o Patriarca com total controle.
Nicônio protestou especialmente contra o Sobornoye Ulozheniye (Código Legal de 1649), que reduziu o status do clero e fez a Igreja de facto subserviente ao Estado. Também, de acordo com este Código, a taxação de terras monásticas seria utilizada para benefício do Estado.
Mas as suas ações levantaram uma multidão de inimigos contra ele, e no verão de 1658 ele convenceu Aleixo que o patriarca soberano estava eclipsando o czar soberano. Aleixo repentinamente esfriou as relação com o seu "amigo do peito", como o chamava.

## Partida de Moscou (1658)

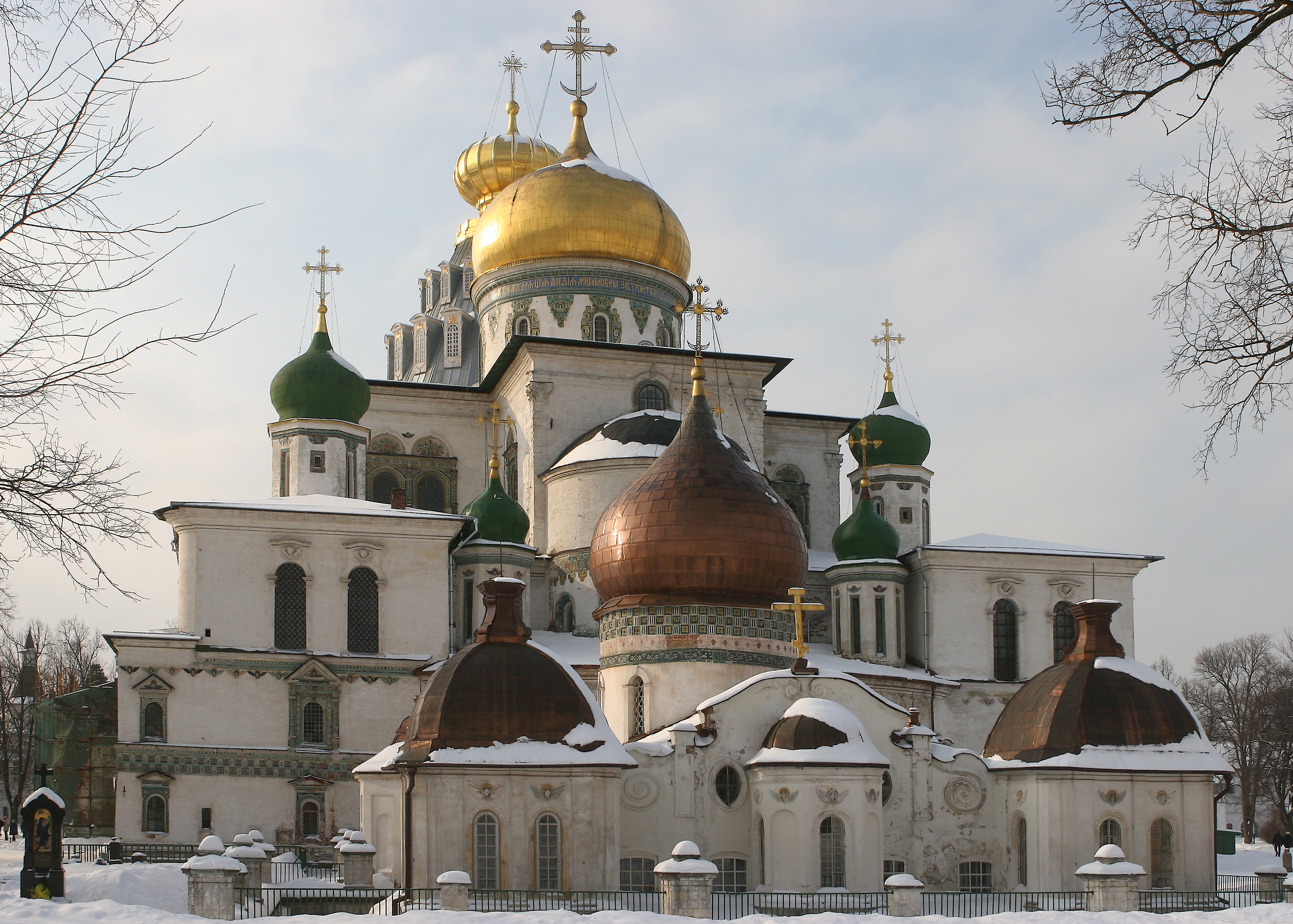
A residência de Nicônio no Mosteiro de Nova Jerusalém é representativa de suas visões estéticas austeras.

Quase como um teste de determinações e, talvez, na esperança de dramatizar sua própria importância e indispensabilidade, Nicônio publicamente despiu-se de suas vestimentas patriarcais em 1658 e retirou-se para viver no Mosteiro de Nova Jerusalém, que ele mesmo fundara na cidade de Istra, 40 quilômetros a oeste de Moscou. Apesar disso, ele não resignou oficialmente de sua posição como Patriarca.
Por quase dois anos o czar Aleixo e Nicônio permaneceram afastados e seu conflito sem resolução. Em fevereiro de 1660 um sínodo foi convocado em Moscou para eleger um novo Patriarca, visto que o trono estava vazio havia quase dois anos. O sínodo decidiu não apenas que um novo patriarca deveria ser eleito, mas que Nicônio tinha abdicado tanto de sua posição episcopal quanto de sua ordenação ao sacerdócio.
Porém, contra a segunda parte da decisão do sínodo, o grande especialista eclesiástico Epifânio Slavinetski protestou energeticamente, e ultimamente todo o inquérito colapsou. O czar estava relutante em impor os decretos do sínodo estando inseguro de sua validade eclesiástica.
Por mais seis anos a Ortodoxia Russa permaneceu sem um patriarca. A cada ano a deposição de Nicônio se tornava mais complicada e confusa. Praticamente todo erudito ortodoxo contemporânea foi consultado sobre a situação, e sempre havia discordância. Por fim o assunto foi submetido a um sínodo pan-ortodoxo.

### Condenação pelo sínodo (1666)
Em dezembro de 1666, Nicônio foi julgado por um sínodo de oficiais eclesiásticos, conhecido como o Grande Sínodo de Moscou. Foi presidido por "dois patriarcas estrangeiros... [e consistindo em] treze metropolitas, nove arcebispos, cinco bispos e trinta e dois arquimandritas." Os dois patriarcas em questão eram Patriarca Paísio de Alexandria e Macário III Zaim. Simeão de Polatsk foi um dos teólogos principais preparando os documentos do sínodo.
Durante os procedimentos, Nicônio firmemente defendeu sua crença de que a autoridade e poder da Igreja eram e deveriam ser supremos. Ainda assim, Nicônio insistia que a autoridade e poder da Igreja deveria ser supremos apenas em questões eclesiásticas.
Em 12 de dezembro o sínodo declarou Nicônio culpado de injuriar o czar e toda a Igreja moscovita, de depor Paulo, bispo de Kolomna, contrário aos cânones, e de espancar e torturar seus dependentes. Sua sentença foi a revogação de todas as suas funções sacerdotais; dali em diante ele seria conhecido apenas como o monge Nicônio. No mesmo dia ele foi colocado em um trenó e enviado como prisioneiro para o Mosteiro de Ferapontov, no longínquo norte. Ainda assim o mesmo concílio que o depôs confirmou todas as suas reformas e declarou anátema todos os que recusassem aceitá-las, como o protopapa Avvakum.
Nicônio sobreviveu ao Czar Aleixo, com quem tinha recuperado parte da antiga intimidade. Em 1681 o novo czar Fedor, filho de Aleixo, ao saber que Nicônio estava morrendo, permitiu que ele retornasse a Moscou e, concedente um perdão parcial, tomar residência em sua antiga casa, o Mosteiro de Nova Jerusalém. Em Iaroslavl, em seu caminho para lá, após cruzar o rio Kotorosl em Tropino em 17 de agosto de 1681. O mosteiro permaneceu inacabado, mas a família real prestou uma atenção especial para assegurar a sua conclusão. O clérigo de Nicônio recordou posteriormente que, para a consagração da igreja em 1685, Tatiana Mikhailovna preparou ouro e prata, preparou ícones e pessoalmente bordou véus para cobrir os apetrechos para a Eucaristia.